# Instituto Cultural de Ponta Delgada
O Instituto Cultural de Ponta Delgada é uma sociedade de labor literário, científico e artístico, com sede em Ponta Delgada, que tem como objectivo primordial a promoção de todas do Distrito Autónomo de Ponta Delgada. A instituição tem congregado em torno das suas actividades alguns dos principais vultos da cultura açoriana e mantido em publicação a revista Insulana. Também editou importantes obras sobre história, etnografia e literatura açoriana, em especial matérias relacionadas com as ilhas de São Miguel e de Santa Maria.

## Estrutura e objectivos
O Instituto Cultural de Ponta Delgada tem a sua sede na Rua José Maria Raposo de Amaral, n.º 101, na cidade de Ponta Delgada.
Juridicamente é uma pessoa colectiva de direito privado, fundada a 3 de Dezembro de 1943, embora só tenha sido formalmente constituída a 9 de Junho de 1958, data em que teve os seus estatutos aprovados, por Despacho do Ministério da Educação Nacional, publicado na III Série, do Diário do Governo n.º 252, de 27 de Outubro, do mesmo ano.
Os objectivos do Instituto Cultural de Ponta Delgada foram definidos aquando da sua fundação estando impressos no primeiro número da revista Insulana: 
Impunha-se à tradição literária da Ilha de São Miguel, mantida através de todos os tempos, a organização de uma sociedade que congregasse todos os trabalhadores do espírito e lhes criasse, com o aparecimento de uma revista nossa, o estímulo de mais trabalho, arquivando e divulgando produções que poderiam ficar ignoradas ou esquecidas, e abrindo, pela possibilidade de publicação, um novo interesse às investigações históricas, etnográficas, científicas, artísticas e literárias, defendendo e valorizando o nosso património tradicional.
Estes objectivos levam a que o Instituto Cultural de Ponta Delgada seja definido como uma sociedade de labor literário, científico e artístico, que tem como objectivo primordial a promoção de todas as actividades, estudos e trabalhos que, nos diversos ramos de especulação cultural, possam contribuir para a conservação e engrandecimento do património espiritual açoriano.
Na sua actividade o Instituto tem dedicado especial atenção às formas dialectais e às manifestações literárias e artísticas açorianas e aos costumes, usos e tradições do povo açoriano, diligenciando manter e registar tudo quanto a tal respeito convenha preservar. Sua acção constitui um importante instrumento de preservação do património artístico e cultural da ilha de São Miguel e de todo o arquipélago dos Açores.
A instituição tem actualmente cerca de 230 sócios efectivos, reunindo boa parte da intelectualidade açoriana. A sua colaboração com a Universidade dos Açores e com os departamentos governamentais e municipais com acção na área cultural é importante.

## História institucional
Foram três os factores que levaram à fundação do Instituto: (1) a falta em Ponta Delgada de um órgão em que pudessem ser publicados os trabalhos de carácter histórico e artístico, já que a revista Açoreana da Sociedade de Estudos Açorianos Afonso Chaves se encontrava essencialmente voltado para a área das ciências naturais; (2) as conclusões do Primeiro Congresso Açoriano e o movimento intelectual que ele induziu; e (3) a entrada em vigor do Decreto-Lei n.º 37 501, de 31 de Dezembro de 1940 (Diário do Governo n.º 214,de 31 de Dezembro de 1940), que aprovou o Estatuto dos Distritos Autónomos das Ilhas Adjacentes, que ao atribuir competências em matéria de cultura às Juntas Gerais, já levara à fundação do Instituto Histórico da Ilha Terceira, o que associado ao tradicional bairrismo inter-ilhas era um poderosos incentivo a que em Ponta Delgada se criasse instituição similar.
O impulso para a criação do Instituto surgiu da parte do governador civil do Distrito Autónomo de Ponta Delgada, o capitão Rafael Sérgio Vieira. Este militar, pessoa da confiança de António de Oliveira Salazar, fora enviado para Ponta Delgada pelo governo do Estado Novo, em plena Segunda Guerra Mundial, com o objectivo de criar as condições para uma possível deslocação do Governo português para a cidade de Ponta Delgada caso a Península Ibérica fosse invadida por qualquer potências beligerantes. Era um político dinâmico e de ampla visão que realizou obra em vários campos, nomeadamente no da assistência aos mais pobres, e que agarrou ideia de criar uma instituição cultural que provavelmente lhe teria sido sugerida por José Bruno Carreiro, então secretário do Governo Civil.
Qualquer que tenha sido a fonte inspiradora, a 31 de Outubro de 1943 o jornal Correio dos Açores publicou na primeira página um artigo, não subscrito, em que referia a criação do Instituto Histórico da Ilha Terceira, e anunciava que patriótica iniciativa de um grupo de micaelenses seria brevemente organizada uma instituição similar em Ponta Delgada.
A partir de então a iniciativa fica claramente do lado do governador civil, o qual a 24 de Novembro daquele ano de 1943 oficiou à Junta Geral nos seguintes termos:
A organização em Ponta Delgada de uma Sociedade de Estudos cujos fins essenciais se prendem com o problema do espírito entre nós [...] afigura-se-me que a existência de um tal organismo entre nós, será, além de muito oportuna, de máxima utilidade, porquanto muito poderá a vir auxiliar essa Junta no uso das suas atribuições de educação e cultura [...] Acontecendo que a referida sociedade para o fim que tem em vista projecta, ao que parece, a edição de várias obras relativas à história, à arte e à etnografia do distrito e a publicação periódica de um boletim de estudos, para o que carecerá de fundos, venho pedir a Vossa Exª. o obséquio de providenciar no sentido de que essa Junta Geral, dados os intuitos culturais do referido organismo, preveja no seu próximo orçamento ordinário para 1944 as necessárias verbas com que haverá de subsidiar, de harmonia com o Art. o 24 o do Estatuto dos Distritos Autónomos das Ilhas Adjacentes, pois que já em Janeiro próximo espero ver aquele Instituto de Cultura Distrital legalmente constituído. Sendo também do mesmo organismo a intenção da realização de conferências e exposições bibliográficas e coreográficas, lembro a vossa Exª. e à sua Junta Geral a conveniência de pôr à sua disposição algumas das pendências anexas ao Museu Distrital para efeito da instalação de serviços de secretaria, arquivos e verbeteiros da dita sociedade, pois considero que é um dos locais mais indicados para a realização de trabalho que tanto contribuirá para o fortalecimento de boa e sã política do espírito neste Distrito.
As intenções do governador civil foram aceites pela Junta Geral, que deliberou inscrever a verba de 15.000$00 e atribuir à Sociedade as instalações referidas. Em consequência, reuniram a 30 de Novembro reuniram no governo Civil os membros da Sociedade de Estudos em organização, com a assistência do governador civil e dos presidentes da Junta Geral, da Câmara Municipal e da União Nacional, para, lido o projecto de estatutos redigido pelo Dr. Carreiro da Costa, nomear uma comissão para os elaborar definitivamente. Essa comissão ficou constituída por Humberto Bettencourt, Rodrigo Rodrigues, Agnelo Casimiro e Armando Côrtes-Rodrigues. A 18 de Dezembro realizou-se no Governo Civil a segunda reunião dos elementos que constituíam a comissão instaladora estando já adoptado o nome definitivo da «sociedade: Instituto Cultural de Ponta Delgada. Estiveram presentes as primeiras mulheres a participar do projecto: as poetisas Alice Moderno e Maria das Mercês do Canto Cardoso.
Nessa sessão foram eleitos os corpos gerentes que ficaram constituídos por Humberto Bettencourt (presidente); Rodrigo Rodrigues (tesoureiro); Francisco Carreiro da Costa (secretário); José Bruno Tavares Carreiro (vogal); e Armando Côrtes-Rodrigues (vogal).
Admitiram-se seguidamente os 50 sócios fundadores, os quais foram: Humberto de Bettencourt, Rodrigo Rodrigues, Agnelo Casimiro, Armando Côrtes-Rodrigues, Carreiro da Costa, Alice Moderno, Maria das Mercês do Canto Cardoso, João de Simas, Maria Amélia Rebelo Arruda, João Cândido Teixeira, Francisco de Bettencourt de Medeiros e Câmara, José Jacinto Rocha do Couto, Augusto Botelho de Simas, Jeremias da Costa, João Bernardo de Oliveira Rodrigues, José Maria Camilo de Melo, Félix Sotto-Mayor, José Gomes, José Raposo Pombeiro de Meneses, Martim Machado de Faria e Maia, Rui Galvão de Carvalho, Teotónio da Silveira Moniz, João da Silva Júnior, Fernando Raposo de Medeiros, Hermano de Mendonça Dias, Luís Bernardo Leite de Ataíde, Maria Luísa Soares de Albergaria, Serafim de Chaves, Manuel Monteiro Velho Arruda, José Bruno Carreiro, Alberto Paula de Oliveira, Carlos Carreiro, António Câmara, Francisco de Ataíde Machado de Faria e Maia, António Gaspar Read Henriques, Aníbal Cymbron Barbosa, Diogo Ivens Tavares, Aníbal de Bettencourt Barbosa Bicudo e Castro, Rolando de Viveiros, Artur Morais de Bettencourt, João Anglin, Maria Isabel da Câmara Quental, António da Silveira Vicente, José de Medeiros Tavares, Francisco Pacheco de Castro, António de Medeiros Franco, Urbano de Mendonça Dias, José Jacinto Botelho, Manuel da Silva Carreiro e Armando Cândido de Medeiros.
Os estatutos aprovados definiram os objectivos do Instituto: Promover o desenvolvimento de todas as actividades, estudos e trabalhos que, nos diversos ramos da especulação cultural, possam contribuir para a conservação e engrandecimento do património espiritual açoriano e muito especialmente das Ilhas de S. Miguel e Santa Maria.